# 里夫恰克-斯捷帕尼夫卡
50°46′49″N 31°49′12″E / 50.78028°N 31.82000°E
里夫恰克-斯捷帕尼夫卡（烏克蘭語：Рівчак-Степанівка），是烏克蘭北部的村莊，隸屬切爾尼希夫州的尼任區。該村始建於1600年，面積3.52平方公里，海拔高度132米，2001年人口794，人口密度每平方公里225.9人。